# Luis Martínez Aguilar
Luis Armando Martínez Aguilar (Chihuahua, Chihuahua; 3 de abril de 1999) es un futbolista mexicano. Su posición es Defensa y su actual club es el Club Salamanca UDS de la segunda división B de España.

## Trayectoria

### Inicios y Club Tijuana
Martínez llegó a las fuerzas  básicas del Club Tijuana en el año 2014 para formar parte del equipo Sub-15, al año siguiente subió al equipo Sub-17 y ahí se mantuvo a la vez que también tenía actividad con la categoría de Segunda División y Sub-20.
Su debut oficial con el primer equipo se dio el 25 de julio de 2018 en un partido correspondiente a la jornada 1 de la fase de grupos en Copa MX, arrancando como titular y disputando todo el encuentro, el cual terminó en empate a cero goles ante el FC Juárez.
Mientras que su debut en la Primera División fue el 6 de octubre de 2018 en la jornada 12 del Apertura 2018, siendo titular y jugando todo el partido en el empate a un gol ante el Querétaro FC.

### Salamanca CF UDS
El 13 de septiembre de 2020 se hace oficial su llegada al Salamanca Cf UDS.

## Estadísticas

### Clubes
Actualizado al último partido jugado el 15 de mayo de 2022.
| C. Tijuana · México               | 1.ª                 | 2018-19             | 5  | 0 | 11 | 0 | - | - | 16 | 0 | 0.00 |
| C. Tijuana · México               | 1.ª                 | 2019-20             | 0  | 0 | 1  | 0 | - | - | 1  | 0 | 0.00 |
| C. Tijuana · México               | Total               | Total               | 5  | 0 | 12 | 0 | 0 | 0 | 17 | 0 | 0.00 |
| Salamanca UDS · España            | 3.ª                 | 2020-21             | 7  | 0 | -  | - | - | - | 7  | 0 | 0.00 |
| Salamanca UDS · España            | 4.ª                 | 2021-22             | 26 | 0 | -  | - | - | - | 26 | 0 | 0.00 |
| Salamanca UDS · España            | Total               | Total               | 33 | 0 | 0  | 0 | 0 | 0 | 33 | 0 | 0.00 |
| Salamanca UDS II · España         | 4.ª                 | 2020-21             | 16 | 0 | -  | - | - | - | 16 | 0 | 0.00 |
| Salamanca UDS II · España         | Total               | Total               | 16 | 0 | 0  | 0 | 0 | 0 | 16 | 0 | 0.00 |
| Total en su carrera               | Total en su carrera | Total en su carrera | 54 | 0 | 12 | 0 | 0 | 0 | 66 | 0 | 0.00 |
| (1) Incluye datos de Copa México. |                     |                     |    |   |    |   |   |   |    |   |      |